# Moḩarramābād
Moḩarramābād (persiska: محرم آباد) är en ort i Iran.   Den ligger i provinsen Khorasan, i den nordöstra delen av landet, 700 km öster om huvudstaden Teheran. Moḩarramābād ligger 1 028 meter över havet och antalet invånare är 146.
Terrängen runt Moḩarramābād är platt.Runt Moḩarramābād är det ganska glesbefolkat, med 25 invånare per kvadratkilometer. Närmaste större samhälle är Fāẕel Mand, 1,2 km öster om Moḩarramābād. Trakten runt Moḩarramābād är ofruktbar med lite eller ingen växtlighet.